# Munição antiacidentes
A munição antiacidentes, criada pelo pesquisador alemão Hebert Meyerle, foi inspirada nos acidentes com armas de fogo pelo fato de não haver, até então, nenhum método que os evitasse. Em 2006, Meyerle criou um tipo de projétil que só dispara com a utilização de uma senha. Cogita-se, ainda, o desenvolvimento de um cartucho modificado que pode ser ativado por alta frequência de energia emitida por rádio, que, caso venha a ser comercializado, certamente, terá um valor mais alto do que as munições comuns.

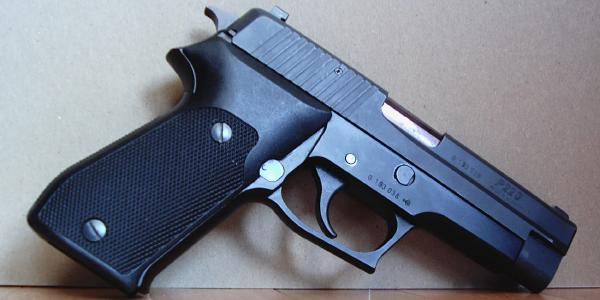
Uma pistola comum.